# اچ‌ام‌اس سیکلوپ (۱۸۷۱)
اچ‌ام‌اس سیکلوپ (۱۸۷۱) (به انگلیسی: HMS Cyclops (1871)) یک کشتی بود که طول آن ۲۲۵ فوت (۶۸٫۶ متر) بود. این کشتی در سال ۱۸۷۱ ساخته شد.